# Alois Myslivec
Alois Myslivec (11. ledna 1898 Pikárec – 27. prosince 1994 Praha) byl český geolog a vysokoškolský učitel.

## Život
V roce 1917 složil maturitním zkoušku na reálce ve Velkém Meziříčí. Vystudoval Vysokou školu technickou v Brně. V letech 1923 až 1929 pracoval jako stavební inženýr. V letech 1929 až 1946 pracoval ve Výzkumném ústavu hydrologickém a hydrotechnickém v Praze, kde v roce 1931 zřídil první laboratoř mechaniky zemin v Československu. V roce 1946 se stal profesorem na Českém vysokém učení technické, v Praze. V roce 1953 se stal členem korespondentem Československé akademie věd. V roce 1968 obdržel Řád práce.
Publikoval více než sto odborných prací. Vyjadřoval se k různým důležitým stavbám, např.:
- navrhl zabezpečení svahů na rozestavěných železničních tratích na Slovensku,
- působil jako znalec při šetření příčin protržení přehradní hráze Vajont, resp. příčin sesuvu hory Monte Toc do vodní nádrže,
- působil v Rumunsku jako znalec při stavbě celulózky v Brăile,
- působil v bývalé Jugoslávii jako znalec při stavbě:
  - přehrad,
  - silnice D8 (tzv. jadranské magistrály) a
  - silnice z Bělehradu do Ulcinje.

## Dílo (výběr)
- MYSLIVEC, Alois. Těsnění průplavů a zemních hrází. Praha: Státní ústavy Hydrogeologický a Hydrotechnický T.G.Masaryka, 1945. 38-[I] s. Práce a studie (Výzkumný ústav vodohospodářský), Seš. 51.
- MYSLIVEC, Alois. Mechanika zemin. 1. vyd. Praha: SNTL - nakladatelství technické literatury, 1970. 387 s. Řada stavební literatury.
- MYSLIVEC, Alois. Únosnost základů staveb. 1. vyd. Praha: SNTL, 1975. 164, [2] s. Řada stavební literatury.
- MYSLIVEC, Alois. The bearing capacity of building foundations. Překlad John EISLER. Amsterdam: Elsevier Scientific Publishing Company, 1978. 237 s. Developments in geotechnical engineering, sv. 21. ISBN 0-444-41662-5.
- MYSLIVEC, Alois. Die Tragfähigkeit von Gebäudenfundamenten. Köln-Braunsfeld: Verlagsgesellschaft Rudolf Müller, 1978. 239 s.